# Čentur
Čentur este o localitate din comuna Koper, Slovenia, cu o populație de 236 de locuitori.